# Destruction
Destruction este o formație de thrash metal din Lörrach, Germania. Ei au început în anul 1982 sub numele Knight of Demon. La acea vreme, trupa era alcătuită din Schmier (chitară bas și voce), Mike Sifringer (chitară) și Tommy Sandmann (baterie). La scurtă vreme, aceștia au decis să-și schimbe numele de scenă în Destruction. Sunt deseori caracterizați drept parte a așa-numitului grup „Big Four” al scenei thrash germane alături de Kreator, Sodom și Tankard. Concomitent, aceștia sunt parte al celui de-al doilea val al curentului muzical thrash apărut spre finalul anilor '80 alături de formații americane precum Testament, Sacred Reich, Death Angel și Dark Angel.

## Istoric
În 1985, scot primul lor album numit Infernal Overkill. Este ultimul care mai are influențe black metal. În 1986, scot albumul Eternal Devastation, primul fără influențe black metal. În 1987, Tommy Sandmann pleacă din formație, fiind înlocuit de Oliver Kaiser (baterie). Surprinzător este că trupa mai are un chitarist. Numele lui este Harry Wilkens. Destruction realizează EP-ul Mad Butcher, de data asta este mult mai rapid. Are solo-uri duble de chitară aparținând lui Harry și Mike. 
În 1988, scot al treilea album intitulat Release from Agony, iar în 1989 scot albumul Live Without Sense. Este ultimul album cu Schmier la chitară bas și voce. În 1990, din păcate, Schrimer părăsește trupa. Noul album Cracked Brain îi are în componență pe Andrè Grieder (voce), Mike Sifringer (chitară), Harry Wilkens (chitară), Christian Engler (chitară bas) și Oliver Kaiser (baterie)
În 1994, scot un EP numit Destruction EP. Noua componență a trupei este Thomas Rosenmerkel (voce), Michael Piranio (chitară), Mike Sifringer (chitară), Christian Engler (chitară bas), Oliver Kaiser (baterie). Acest EP nu prea este considerat a fi făcând parte din discografia oficială a trupei. Este de asemenea și primul album care are influențe groove metal. În 1995, mai scot un EP numit Them not me. Are aceeași componență și același gen de muzică cu aceleași influențe. La fel ca și Destruction EP, nu prea este considerat a fi făcând parte din discografia oficială. În 1998, scot albumul Full Length și va fi ultimul cu această componență și aceste influențe. Nici acesta nu este considerat a fi făcând parte din discografia oficială. Este ultimul album din perioada "Neo-Destruction" (Perioada fără Schmier). 
În 1999, se întâmplă ceea ce trebuia să se întâmple. Schmier s-a reîntors la Destruction. Scot un Demo numit The Butcher Strikes back, referându-se la Schrimer. Noua componență este Schmier (chitară bas și voce), Mike Sifringer (chitară) și Sven Vormann (baterie). În 2000, scot albumul All hell breaks loose. Melodia "Whiplash" a formației Metallica a fost pusă în format single. În 2001, scot albumul the antichrist, de această dată cu Marc Reign la baterie.
Mai scot albumele Metal Discharge în 2003, Inventor of Evil în 2005, Thrash Anthems în 2007, D.E.V.O.L.U.T.I.O.N. în 2008 și The day of Reckoning în 2011.